# 箐姑草
箐姑草（学名：Stellaria vestita）是石竹科繁缕属的植物。分布在印度、锡金、巴布亚新几内亚、缅甸、越南、尼泊尔、菲律宾、台湾岛、不丹、印度尼西亚以及中国大陆的甘肃、河北、陕西、广西、湖南、福建、江西、贵州、湖北、河南、云南、山东、浙江、西藏、四川等地，生长于海拔600米至3,600米的地区，常生于草坡、石隙中、石滩或林下，目前尚未由人工引种栽培。

## 别名
接筋草（陕西、湖北） 筋骨草（四川） 抽筋草（四川、陕西） 石灰草（河南） 疏花繁缕（台湾植物志） 石生繁缕（秦岭植物志） 星毛繁缕、假石生繁缕（云南植物名录）

## 异名
- Stellaria pseudosaxatilis Hand.-Mazz.
- Stellaria saxatilis Buch.-Ham. ex D. Don
- Stellaria vestita Kurz var. amplexicaulis (Hand.-Mazz.) C. Y. Wu